# Stavráki
Stavráki (Stavraki) är en ort i Grekland.   Den ligger i prefekturen Nomós Ioannínon och regionen Epirus, i den nordvästra delen av landet, 300 km nordväst om huvudstaden Aten. Stavráki ligger 518 meter över havet och antalet invånare är 1 563.
Terrängen runt Stavráki är varierad. Runt Stavráki är det mycket tätbefolkat, med 1 056 invånare per kvadratkilometer. Närmaste större samhälle är Ioánnina, 3,0 km öster om Stavráki. Trakten runt Stavráki består till största delen av jordbruksmark.